# Varijashree Venugopal
Varijashree Venugopal (* 6. März 1991 in Bangalore) ist eine indische Sängerin  und Flötistin zwischen Jazz und karnatischer Musik.

## Leben und Wirken
Varijashree stammt aus einer Musikerfamilie. Sie konnte bereits sehr früh viele Ragas identifizieren und wurde zunächst von ihrem Vater H.S. Venugopal ausgebildet. Ab dem Alter von vier Jahren erhielt sie eine formelle Ausbildung in karnatischer Musik bei Vidhushi H. Geetha, dann bei Gaanakalanidhi Vidwan Salem P. Sundaresan. Zusätzlich lernte sie Flöte bei ihrem Vater. Ihre erste Aufführung gab sie im Alter von sieben Jahren im Bangalore Gayana Samaja.
Varijashree ist Teil der aus Bangalore stammenden Fusionsband Chakrafonics (zusammen mit Praveen D. Rao, Ajay Warrier und Pramath Kiran) und von R. Prasannas Ragabop (mit Mohini Dey). Dort erregte ihre Art des „karnatischen Scatgesangs“ Aufsehen. Weiterhin ist sie mit Max Clouth und seinem Clan aufgetreten. Varijashree hat unter eigenem Namen Alben wie Arpana, Upasana, Javali & Shayari, Devamanohari oder Mela raga malika veröffentlicht. Weiterhin verfasste sie die Musik zu Dokumentar- und Kurzfilmen. Zudem ist sie auf Aufnahmen von Nagaari, David P. Stevens, Max Clouth (Kamaloka) und dem italienischen Trio Bobo (Sensurround) zu hören.